# Michael Nesmith
Robert Michael Nesmith est un musicien, producteur, acteur, scénariste et réalisateur américain né le 30 décembre 1942 à Houston (Texas) et mort le 10 décembre 2021 à Monterey (Californie).

## Biographie
Michael Nesmith est le fils de Bette Nesmith Graham (1924-1980), qui a fait fortune en inventant le Liquid Paper, l'un des premiers correcteurs liquides.

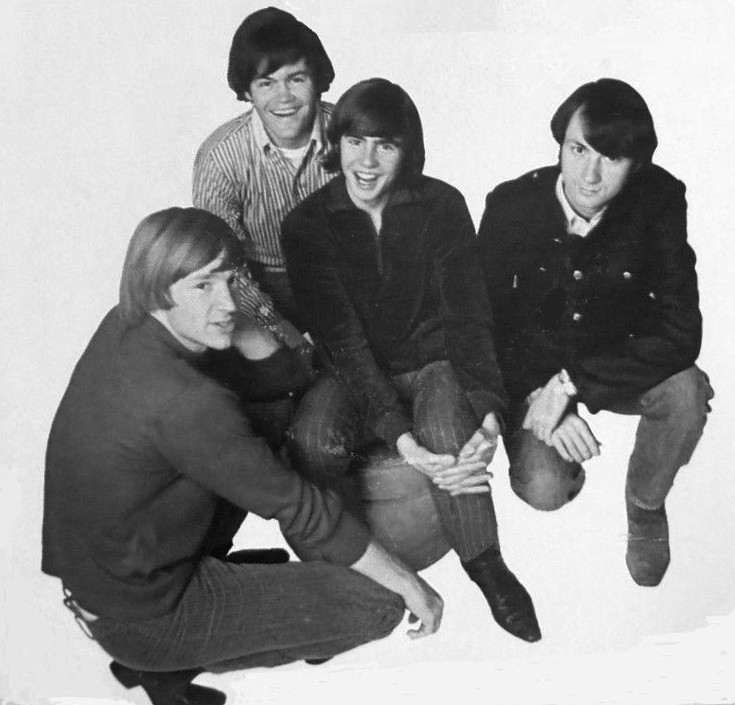
Les Monkees en 1967 ; Michael Nesmith (à droite).

Dans les années 1960, Michael Nesmith apprend à jouer de la guitare et de la basse, commence à écrire ses premières chansons et fait ses débuts musicaux sur la scène folk de Los Angeles. En 1965, il est choisi pour faire partie des Monkees, un groupe créé pour les besoins de la série télévisée du même nom. Il y endosse le rôle de Mike, l'intello du groupe.
Pour accompagner le succès de la série, les Monkees commencent à enregistrer des albums et des singles, mais ils n'ont guère leur mot à dire. La situation agace Michael Nesmith, qui parvient à obtenir des producteurs le droit pour les membres du groupe de jouer eux-mêmes de leurs instruments et de participer à l'écriture des chansons à partir de l'album Headquarters, en 1967.
Michael Nesmith quitte les Monkees en avril 1970 pour créer son propre groupe de country rock, le First National Band (en).
Il meurt le 10 décembre 2021 chez lui au Carmel Valley Village à Monterey en Californie à l'âge de 78 ans.

## Discographie
- 1968 : The Wichita Train Whistle Sings
- 1970 : Magnetic South (First National Band)
- 1970 : Loose Salute (First National Band)
- 1971 : Nevada Fighter (First National Band)
- 1972 : Tantamount to Treason Vol. 1 (Second National Band)
- 1972 : And the Hits Just Keep on Comin'
- 1973 : Pretty Much Your Standard Ranch Stash
- 1974 : The Prison
- 1977 : From a Radio Engine to the Photon Wing
- 1978 : Live at the Palais (en concert)
- 1979 : Infinite Rider on the Big Dogma
- 1992 : Tropical Campfires
- 1994 : The Garden
- 1999 : Live at the Britt Festival (en concert)
- 2000 : Timerider: The Adventure of Lyle Swann (bande originale)
- 2006 : Rays
- 2010 : The Amazing ZigZag Concert (en concert)

## Filmographie

### comme compositeur
- 1976 : Northville Cemetery Massacre (en)
- 1981 : Elephant Parts (vidéo)
- 1982 : Timerider: The Adventure of Lyle Swann
- 1992 : Michael Nesmith Live (vidéo)
- 2002 : The Monkees: Live Summer Tour (vidéo)
- 2003 : The Lionel Richie Collection (vidéo)

### comme producteur
- 1981 : An Evening with Sir William Martin (vidéo)
- 1981 : Elephant Parts (vidéo)
- 1982 : Timerider: The Adventure of Lyle Swann
- 1983 : Television Parts (série télévisée)
- 1984 : Repo Man
- 1987 : Square Dance
- 1988 : Tapeheads
- 1997 : Hey, Hey, It's the Monkees (TV)

### comme acteur
- 1966 : The Monkees (série télévisée) : Mike
- 1968 : Head : Mike
- 1981 : An Evening with Sir William Martin (vidéo) : Foyer the Butler
- 1981 : Elephant Parts (vidéo)
- 1982 : Timerider: The Adventure of Lyle Swann : Race Official
- 1985 : Michael Nesmith in Television Parts (série télévisée) : Host
- 1987 : La Pie voleuse (Burglar) d'Hugh Wilson : Cabbie
- 1988 : Tapeheads : Water Man

### comme scénariste
- 1968 : Head
- 1981 : An Evening with Sir William Martin (vidéo)
- 1981 : Elephant Parts (vidéo)
- 1982 : Timerider: The Adventure of Lyle Swann
- 1997 : Hey, Hey, It's the Monkees (TV)

### comme réalisateur
- 1985 : Doctor Duck's Super Secret All-Purpose Sauce
- 1997 : Hey, Hey, It's the Monkees (TV)